# يورغن هاوغن سورينسن
يورغن هاوغن سورينسن (بالدنماركية: Jørgen Haugen Sørensen)‏ هو نحات دنماركي، ولد في 3 أكتوبر 1934.